# Haunted Hits
Haunted Hits – czternaste wydawnictwo z serii Monsters producenta muzycznego Figure'a, wydane 20 sierpnia 2020 roku przez DOOM Music. Jest to drugi album kompilacyjny w serii.

## Lista utworów
1. "The Werewolf Returns" - 4:10
2. "Freddy Kruger" - 4:37
3. "Pennywise the Clown" (Figure and Brawler feat. Cas One) - 3:28
4. "Friday the 13th" - 5:05
5. "Blob" (Figure and Dirty Deeds) - 4:33
6. "Blood Thirsty" (feat. Cas One & Bitter Stephens) - 4:00
7. "Center of Hell" (Figure and Helicopter Showdown) - 4:01
8. "Zombies" - 4:51
9. "Michael Myers is Dead" - 4:41
10. "Pounds of Blood" (Tommy Lee + Figure) - 4:00
11. "Are You Afraid of the Dark" (feat. Lexi Norton) - 4:52
12. "Must Destroy" - 4:03
13. "Redrum" (Figure and Code Pandorum) - 3:44
14. "It's Alive" (feat. D - Styles) - 5:08
15. "Monster Mania" - 4:33
16. "Vampire Hunter" - 3:31
17. "The Werewolf" (VIP Edit) - 3:36
18. "The Grave Yard" - 4:30
19. "Creature from the Black Lagoon" (Figure and Dirty Deeds) - 3:36
20. "Frankenstein" (feat. Kanji Kinetic) - 5:36
21. "The Giant Eyeball" - 3:09
22. "Ade Due Damballa" - 3:54
23. "Dr. Death" (feat. Dack Janiels) - 4:16
24. "Aliens Reprise" - 3:42
25. "The Exorcist" - 5:18